# Helcita maculipennis
Helcita maculipennis är en insektsart som först beskrevs av Banks 1910.  Helcita maculipennis ingår i släktet Helcita och familjen Derbidae. Inga underarter finns listade i Catalogue of Life.